# Cabeço do Capitão
O Cabeço do Capitão é uma elevação portuguesa de origem vulcânica localizada no concelho da Madalena, ilha do Pico, arquipélago dos Açores.
Este acidente geológico tem o seu ponto mais elevado a 1136 metros de altitude acima do nível do mar.